# Hermes GTW
De Hermes GTW is een dieselelektrisch treinstel van het Stadler Rail type GTW.

## Geschiedenis
In totaal zijn 9 treinstellen besteld, ten behoeve van de concessie van de Stadsregio Arnhem Nijmegen onder de formule Breng. De treinen worden ingezet tussen Arnhem en Doetinchem. Op 14 juli 2011 werd bekend dat de concessie aan Hermes werd gegund. Deze order van negen stellen is een door vervoerder Arriva gedane optie bij Stadler Rail bij de bestelling van materieel voor de concessie Achterhoek-Rivierenland, na overleg met de Stadsregio Arnhem Nijmegen. In tegenstelling tot andere aanbestedingen van concessiegebieden in het openbaar vervoer, werd voor de treindienst een specifiek treintype voorgeschreven, namelijk het treintype dat voor de concessie Achterhoek-Rivierenland gekozen was. Vervoerders mochten geen ander materieel bestellen.
De stellen zijn ondergebracht in de 5000-serie van Connexxion, waarin ook de treinstellen van de Valleilijn zijn ondergebracht. Ze hebben de nummers 5041-5049 gekregen, hebben een kleurstelling die overeenkomt met de blauw-witte bussen die ook in het concessiegebied rijden en kennen een 2 + 2-opstelling. Door toepassing van meer beenruimte in de coupé-opstelling werden vier ramen in het lagevloerdeel groter en het vijfde raam kleiner. Een toilet is niet aanwezig. De treinstellen zijn tussen september en december 2012 geleverd. De treinen kunnen technisch tot vier treinstellen worden gekoppeld, maar de concessie-eisen schrijven geen langere diensttreinen voor dan 3 treinstellen. Deze stellen werden door Stadler Rail in Siedlce (Polen) gebouwd.
Het treinstel heeft een gratis Wi-Fi-netwerk en er zijn stopcontacten met 230 volt ~ (voor onder meer een laptop) aanwezig in de eerste klas.

## Constructie en techniek
Het treinstel is opgebouwd uit een aluminium frame met een frontdeel van glasvezelversterkte kunststof. Het treinstel heeft een lagevloerdeel. Het treinstel heeft twee dieselmotoren van Deutz, type TCD 16.0 V8; deze voldoen aan de Euro 3b-norm. Een dieselmotor drijft een alternator aan die wisselstroom opwekt. Deze wisselstroom wordt door een omvormer (type ABB BORDLINE CC750 DE) omgezet in draaistroom waarmee de tractiemotoren (type TSA TMF 50-29-4) worden aangedreven.
De treinstellen zijn voorzien van ATB-NG. Dit beveiligingssysteem kan ook overweg met ATB-EG.

## Inzet
De treinstellen worden in de dienstregeling 2025 ingezet op de volgende treinserie:
| Serie       | Treinsoort         | Route                        | Bijzonderheden |
| ----------- | ------------------ | ---------------------------- | --- |
| 30700 RS 32 | Stoptrein (Hermes) | Arnhem Centraal – Doetinchem | Rijdt onder de naam brengdirect en rijdt niet in de avonduren (na 20:00 uur) en het weekend. Verzorgt samen met Arriva een kwartierdienst tussen Arnhem en Doetinchem. |

Deze vallen onder de concessie Arnhem Nijmegen. Op dit traject rijden deze treinen samen met GTW-treinen van Arriva, de Spurt, die rijden tussen Arnhem en Winterswijk van de concessie Achterhoek-Rivierenland van de provincie Gelderland.

### Inzet bij Veolia
In verband met materieelschaarste werden sinds september 2015 twee treinstellen, de 5045 en 5049, verhuurd aan Veolia Transport Nederland. Zij reden tot en met 10 december 2016 op de Maaslijn (Nijmegen – Venlo – Roermond).

### Inzet op deValleilijn
In verband met materieeltekort door de verkoop van het elektrische GTW-stel 5037 van de Valleilijn aan Arriva, reden vanaf 12 december 2016 een tweetal wisselende Breng GTW's op de Valleilijn. Deze werden ingezet tussen station Amersfoort en station Barneveld Zuid. Nadat Connexxion de beschikking had gekregen over twee nieuwe treinstellen van het type FLIRT, gingen de stellen terug naar Breng.

## Interieurfoto's

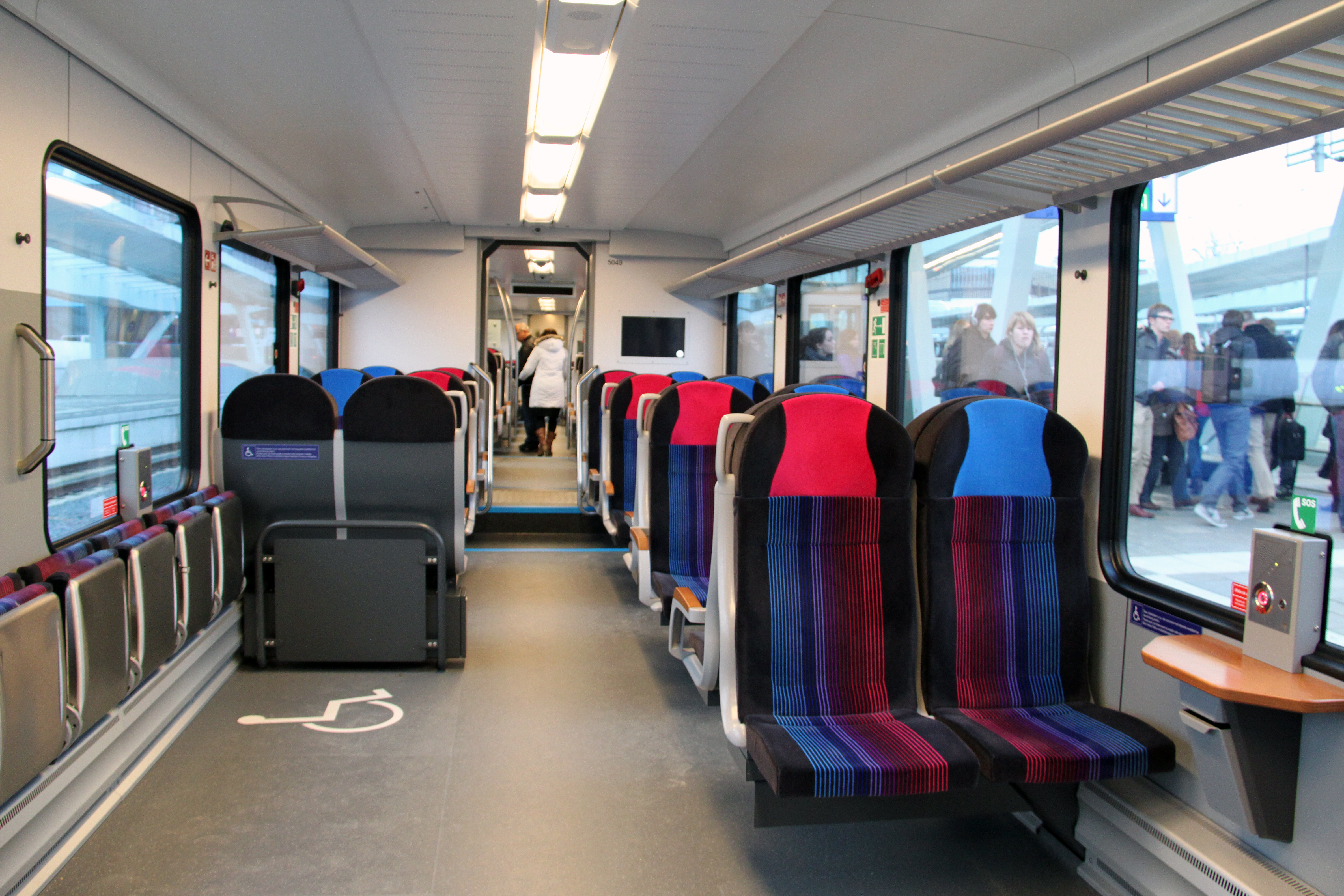
2e klasse met fietsenafdeling
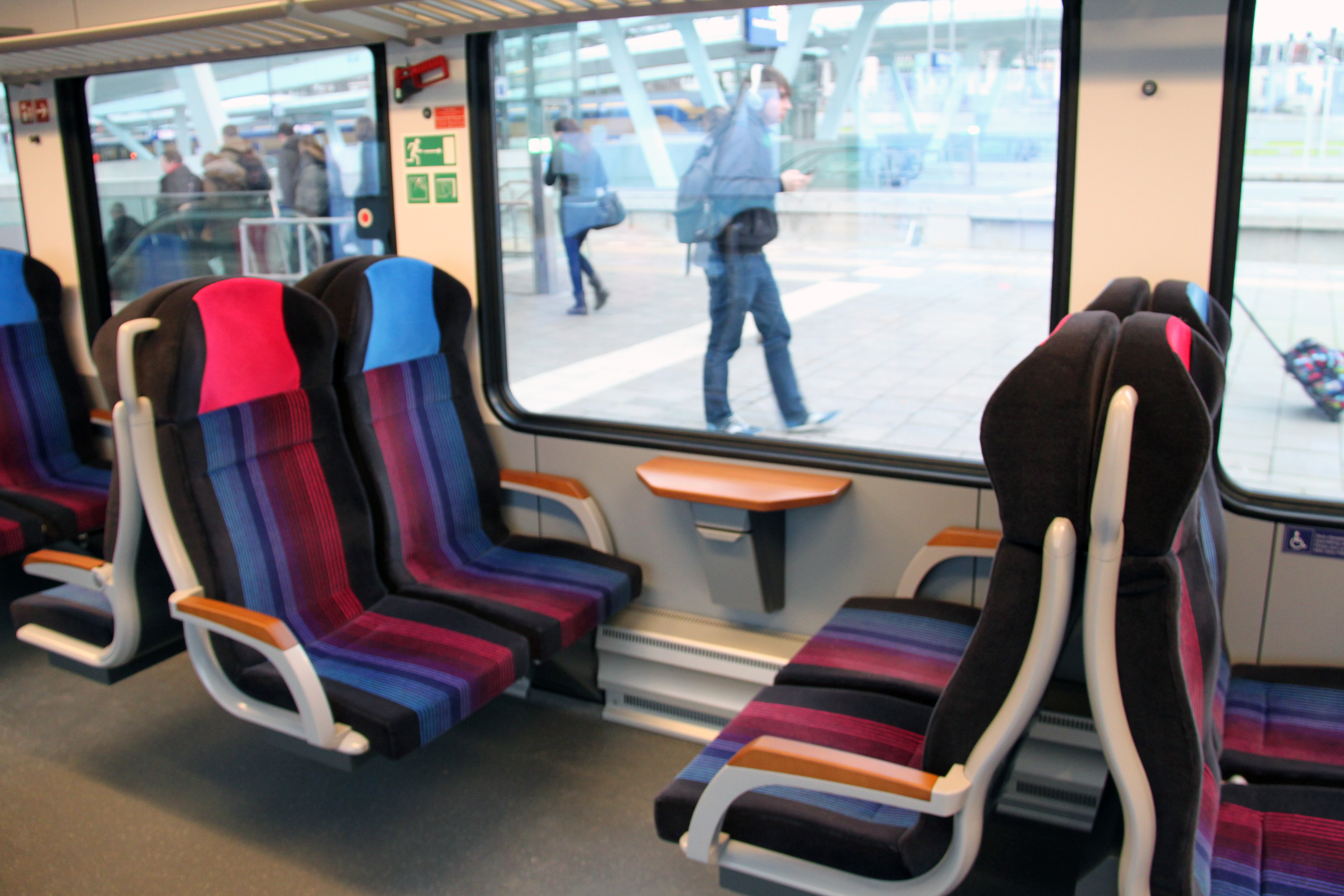
2e klasse zittingen
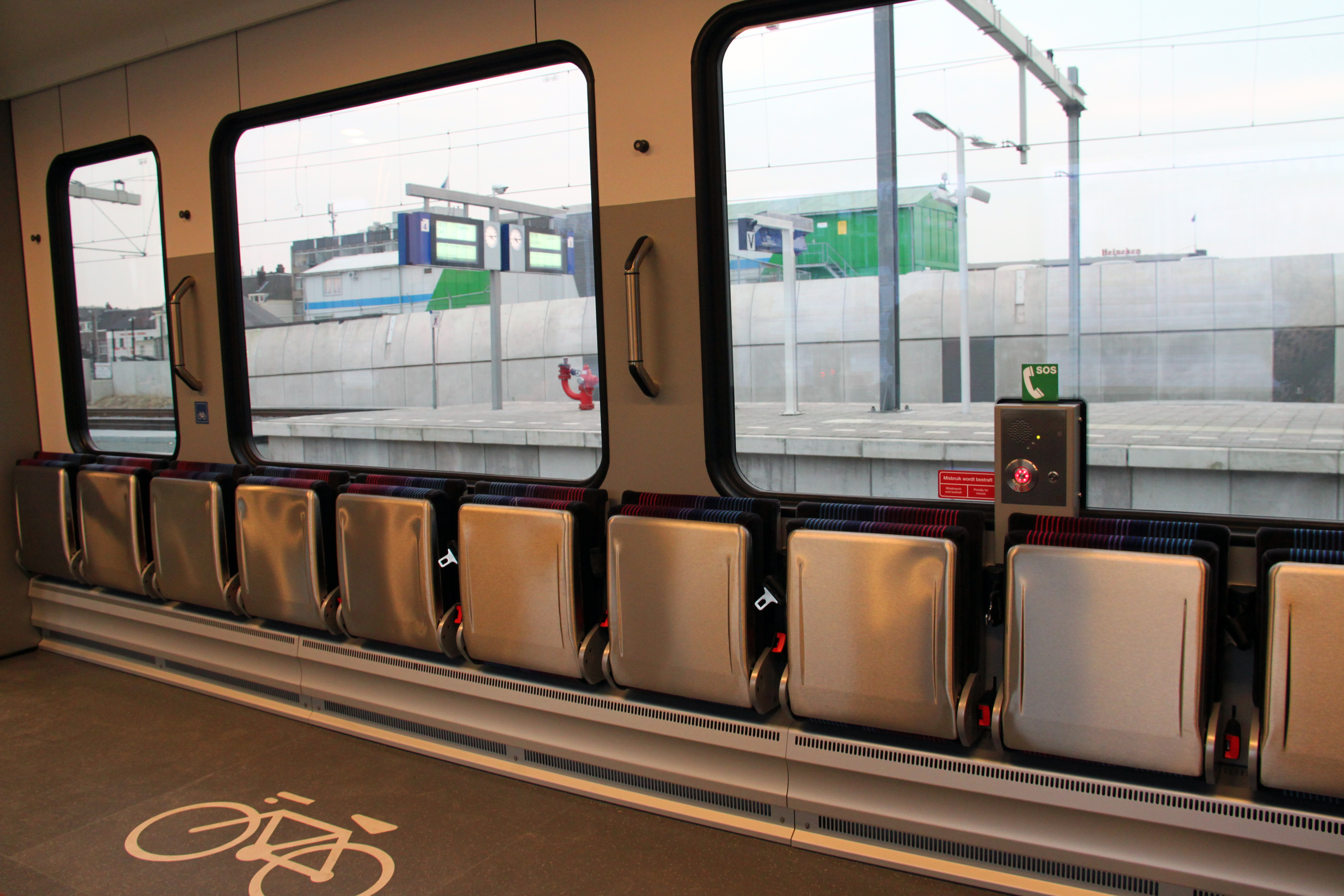
Fietsenafdeling met klapzittingen
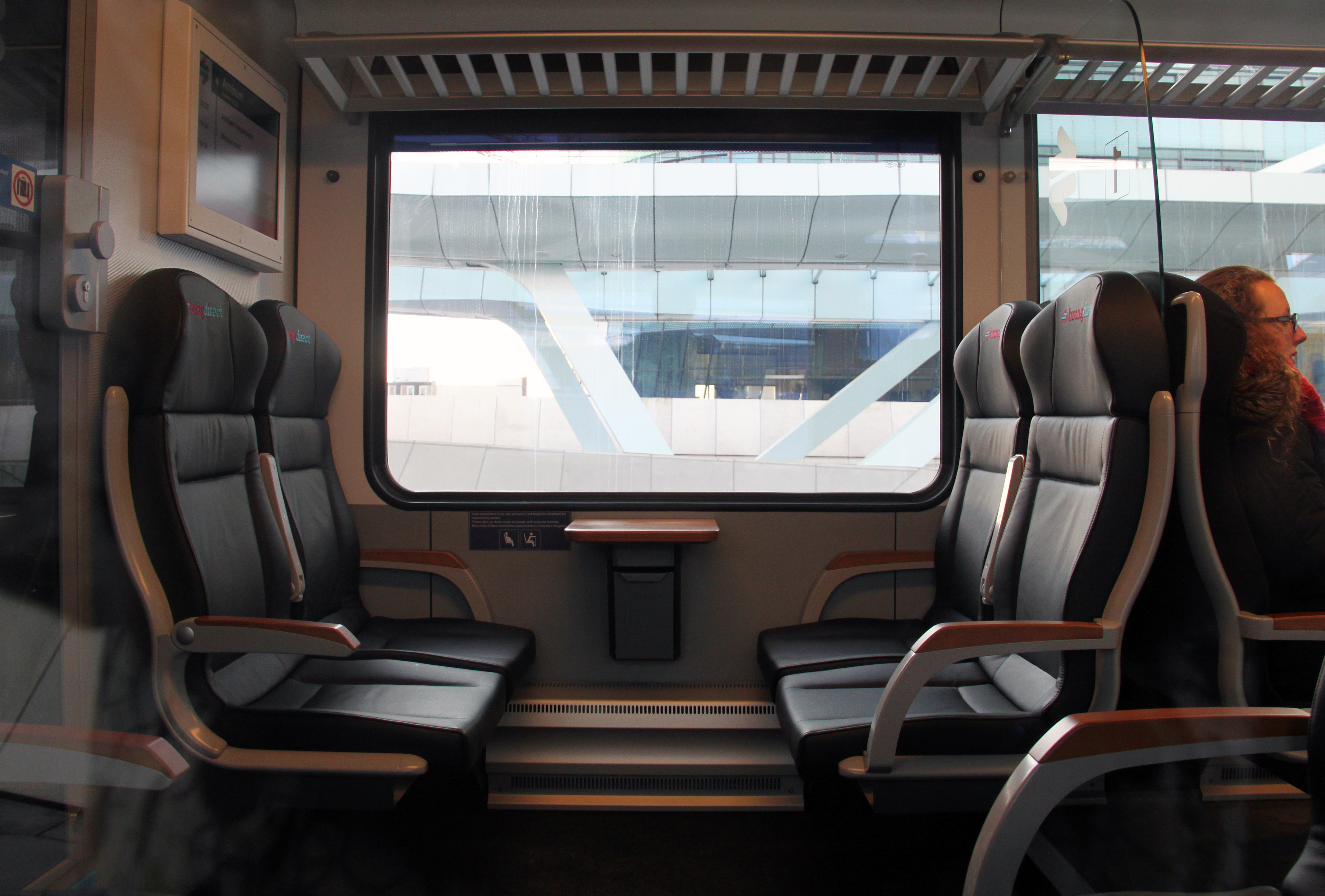
1e klasse zittingen